# Змейно
Змейно (болг. Змейно) — село в Болгарии. Находится в Тырговиштской области, входит в общину Омуртаг. Население составляет 182 человека (2022).

## Политическая ситуация
В местном кметстве Змейно, в состав которого входит Змейно, должность кмета (старосты) исполняет Айше Мехмедова Ахмедова (Движение за права и свободы (ДПС)) по результатам выборов.
Кмет (мэр) общины Омуртаг — Неждет Джевдет Шабан (Движение за права и свободы (ДПС)) по результатам выборов.